# Matías Pisano
Matías Pisano (Buenos Aires, 13 dicembre 1991) è un calciatore argentino, centrocampista del Cúcuta Deportivo.

## Caratteristiche tecniche
È un centrocampista centrale.

### Presenze e reti nei club
Statistiche aggiornate al 17 agosto 2021.
| Stagione        | Squadra           | Campionato      | Campionato | Campionato | Coppe nazionali | Coppe nazionali | Coppe nazionali | Coppe continentali | Coppe continentali | Coppe continentali | Altre coppe | Altre coppe | Altre coppe | Totale | Totale |
| Stagione        | Squadra           | Comp            | Pres       | Reti       | Comp            | Pres            | Reti            | Comp               | Pres               | Reti               | Comp        | Pres        | Reti        | Pres   | Reti   |
| --------------- | ----------------- | --------------- | ---------- | ---------- | --------------- | --------------- | --------------- | ------------------ | ------------------ | ------------------ | ----------- | ----------- | ----------- | ------ | ------ |
| 2024            | Chacarita Juniors | PBN             | 28         | 6          | CA              | 1               | 0               |                    | -                  | -                  |             | -           | -           | 29     | 6      |
| Totale carriera | Totale carriera   | Totale carriera | 28         | 6          |                 | 1               | 0               |                    | -                  | -                  |             | -           | -           | 29     | 6      |